# 살게쉬역
살게쉬역(프랑스어: Gare de Salgesch, 독일어: Bahnhof Salgesch)은 스위스 발레주에 있는 살게쉬 지자체에 있는 기차역이다. 심플론선의 중간 정류장이며, 지역 열차로만 운행된다.

## 운행편
다음 서비스는 살게쉬에서 정차한다.
- 레기오 : 몽테와 브리크 사이를 30분 간격으로 운행하며, 다른 모든 열차는 몽테에서 생젱골프까지 까지 계속 운행한다.